# Чойка (приток Иши)
Чойка — река в России, протекает по Чойскому району Республики Алтай. Устье реки находится в 121 км от устья реки Иши по левому берегу. Длина реки составляет 18 км. В 6 км от устья, по левому берегу впадает река Тырга.

## Данные водного реестра
По данным государственного водного реестра России относится к Верхнеобскому бассейновому округу, водохозяйственный участок реки — Катунь, речной подбассейн реки — Бия и Катунь. Речной бассейн реки — (Верхняя) Обь до впадения Иртыша.